# Хайдар (род Кунграт)
Хайдар — эмир, глава рода Кунграт в Крыму в первой половине XV века.
С 1419 года активно поддерживал Улу Мухаммеда в его борьбе за власть. В 1430 году Хайдар без ведома Улу-Мухаммеда совершил набег на Русь и обманом захватил в плен воеводу города Мценска Григория Протасьева. Город Мценск тогда был под властью Литвы, которая была союзником Улу-Мухаммеда, поэтому при возвращении из набега Хайдар получил гневный выговор, а Протасьев был отпущен с почётом и подарками. Возможно, с этого времени Хайдар затаил глубокую обиду на хана. В 1432 году, когда на Улу-Мухаммеда двинулся Кичи-Мухаммед, Хайдар и другой крымский вождь Тегинэ Ширин вместе со своими отрядами покинули Улу-Мухаммеда, обрекая его на поражение. В Крыму Тегинэ-бей и Хайдар способствовали приходу к власти очередного претендента на ханский престол Сайид Ахмада, сына Керимберды и внука Токтамыша.